# Тэнрикё
Тэнрикё (яп. 天理教 тэнрикё:), тэнри-кё, «учение Тэнри») — японское новое религиозное движение, не являющаяся ни строго монотеистической, ни строго пантеистической, основанное в XIX веке на базе синтоистских и буддийских верований японской крестьянкой-целительницей Мики Накаямой, известной своим последователям как «Оясама».
Признано правительством Японии в 1908 году. Штаб-квартира и духовный центр движения располагаются в городе Тэнри (префектура Нара). Движение объединяет 16 833 групп и 1,75 миллиона последователей в Японии, по всему миру, по оценкам, число последователей превышает 2 миллиона человек (крупные группы действуют в Бразилии, Канаде, Конго, Корее, Мексике, США, Тайване).

## История

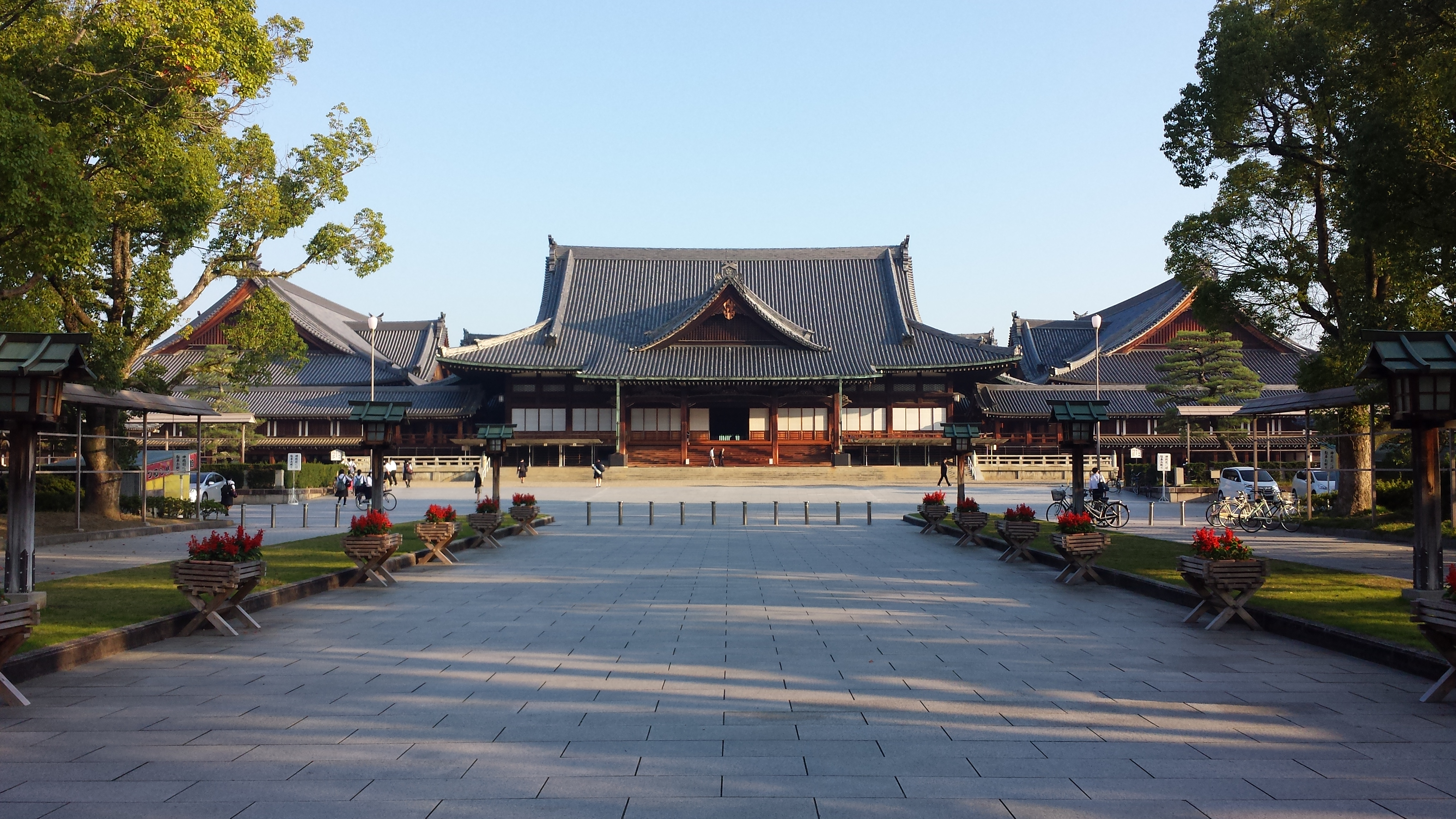
Штаб-квартира Тэнрикё в Тэнри (префектура Нара).

Тэнрикё основан 12 декабря 1838 года Мики Накаямой (1798—1887), крестьянкой из провинции Ямато, имевшей репутацию целительницы со сверхъестественными способностями. По преданию, она получила откровение от бога-отца Тэнри О-но-микото с приказом основать новую религию. Первоначально деятельность движения была связана исключительно с знахарской практикой Мики, а вероучительная доктрина сформировалась в период с 1866 по 1875 год на основе священных писаний «Микагура ута» («Песнопения к священным танцам»), «Осасидзу» («Божественное предписание») и «Офудэсаки» («Кончик божественной кисти»), созданных Накаяма Мики, и разработанных ею же культовых ритуалов, основной из которых — «Кагура-дзутомэ» («Танец спасения»).
В 1875 году было начато строительство главного культового центра в Дзибе, сакральном центре Вселенной, месте творения мира. После смерти Мики в 1887 году основанное ею движение возглавил Ибури Идзо (1833—1907), в которого, по версии последователей, также вселилось божество. К этому времени вероучительная доктрина и культ секты окончательно сформировались.
В 1908 году тэнрикё оформился юридически в Японии как отдельная религиозная община, став одной из 13 официальных признанных синтоистских сект.
К 1895 году религия тэнрикё распространилось по всей Японии. В 1896 году её последователи появились в США, в 1897 году — на Тайване, в 1898 году — в Корее, в 1901 году — в Китае. В 1920-х—1930-х годах вероучительная доктрина тэнрикё изменилась, в связи с чем в 1940 году было принято новое уложение «Тэнрикё кётэн энги» («Подробное объяснение доктрины Тэнрикё»).
В 1947 году, после принятия новой конституции Японии, гарантирующей свободу вероисповедания, внутри тэнрикё формируется возрожденческое течение фукугэн, приверженцы которого стремились к реставрации исконных форм учения и, одновременно, к переосмыслению его в глобальном масштабе. Под влиянием обновленческих течений в 1970 году движение покидает Ассоциации синтоистских сект с целью заявить о своей всемирной миссии.
За время существования тэнрикё от неё отделились ряд сект: Тенрин-О Мейсэй Кёдан (1881), Хоммити (1925), Daehan Cheolligyo (1948, Южная Корея), Хонбусин (1961).

## Учение
Последователи Тэнрикё верят, что Бог Истока, он же Бог Истины, известный под несколькими именами, включая «Цукихи», «Тэнри-О-но-Микото» и «Оягамисама», раскрыл божественный замысел через Мики Накаяму как святилище Бога и, в меньшей степени, через Ибури Идзо и других лидеров. Мирская цель Тэнрикё — учить и пропагандировать Радостную Жизнь, которая взращивается через акты благотворительности и осознанности, называемые хинокисин.
Основу тэнрикё составляет учение о реализации на Земле мирной и счастливой жизни путём взаимопомощи, служения и молитвы божеству Тэнри О-но-микото, которое помогает спасать мир. Хотя последний считается главным божеством пантеона, вера в существование традиционных японских богов и Будду не оспаривается. Тэнри О-но-микото почитается как бог-отец (оягами), а основательница секты Мики Накаяма как госпожа родившая (оясама).